# Заинск (городское поселение)
Городско́е поселе́ние город Заинск — муниципальное образование в Заинском районе Татарстана Российской Федерации.
Административный центр — город Заинск.

## История
Статус и границы городского поселения установлены Законом Республики Татарстан от 31 января 2005 года № 23-ЗРТ «Об установлении границ территорий и статусе муниципального образования „Заинский муниципальный район“ и муниципальных образований в его составе».

## Население
| 2002    | 2003    | 2004    | 2009    | 2010    | 2011    | 2012    | 2013    | 2014    |
| ------- | ------- | ------- | ------- | ------- | ------- | ------- | ------- | ------- |
| 41 366  | ↗43 500 | ↘42 100 | ↗42 240 | ↘42 068 | ↘42 054 | ↘41 847 | ↘41 560 | ↘41 496 |
| 2015    | 2016    | 2017    | 2018    | 2021    |         |         |         |         |
| ↘41 301 | ↘41 131 | ↘40 891 | ↘40 622 | ↘39 947 |         |         |         |         |

## Состав городского поселения
| № | Населённый пункт | Тип населённого пункта        | Население |
| - | ---------------- | ----------------------------- | --------- |
| 1 | Заинск           | город, административный центр | ↗39 739   |
| 2 | Кармалка         | посёлок                       | ↗256      |

29 августа 2023 года было принято решение о присоединении посёлка Кармалка к городу Заинск.